# Zámostská hoľa

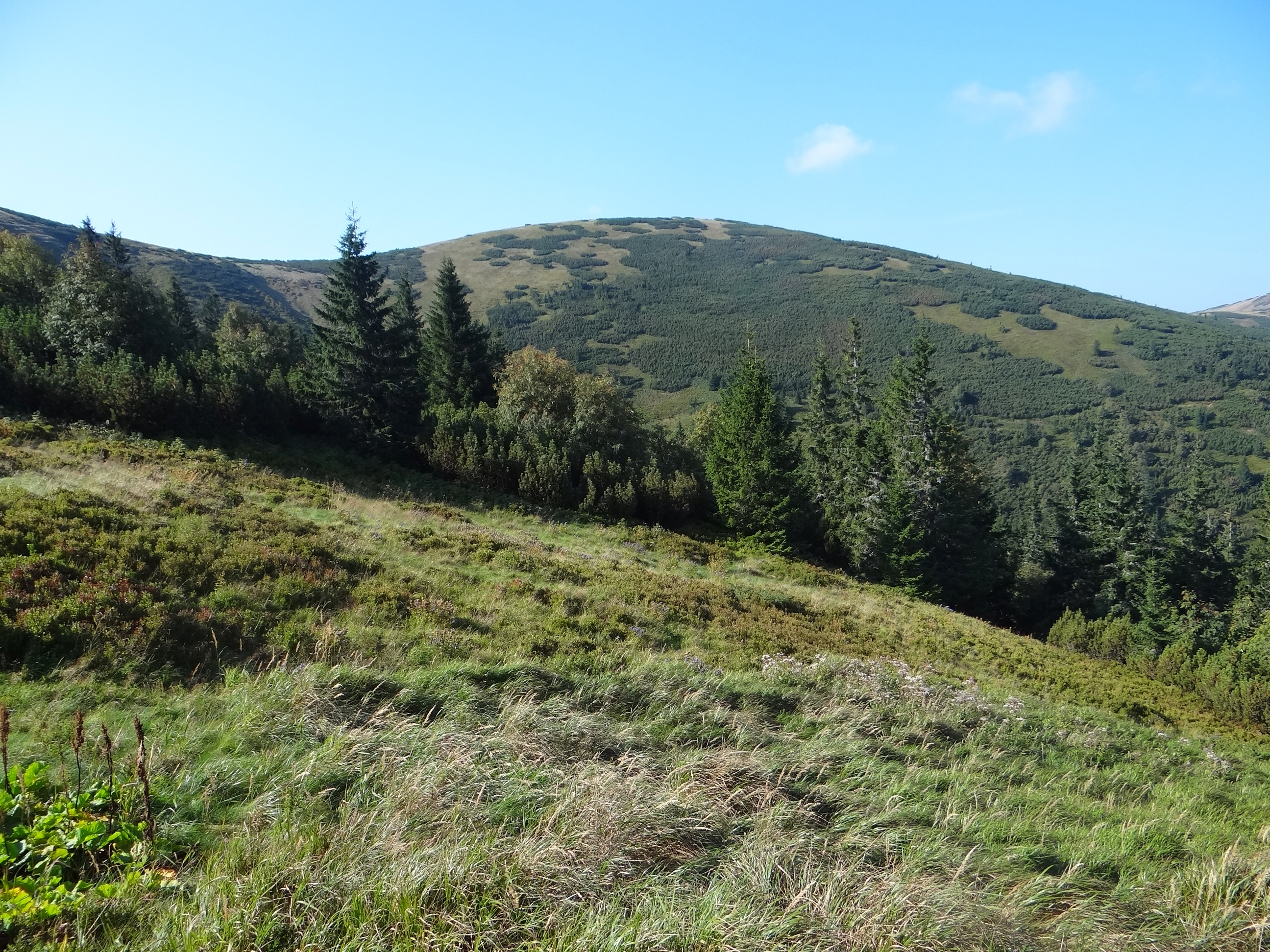
Widok od północnej strony na przełęcz i jeden z wierzchołków Zamostkiej Hali

Zámostská hoľa (pol. Zamostska Hala, 1643 m) – szczyt w zachodniej części Niżnych Tatr na Słowacji. Znajduje się w głównym grzbiecie wododziałowym tych gór, w granicach Parku Narodowego Niżne Tatry, pomiędzy szczytami Latiborská hoľa (1643 m) i Magurka i jest najniższym z nich. Jest to kopulaste, niemal płaskie wzniesienie. W kierunku północno-zachodnim z Zamostkiej Hali do Doliny Lupczańskiej (Ľupčianska dolina) opadają 3 grzędy, pomiędzy którymi spływają 3 potoki będące dopływami Ľupčianki. Stoki południowe opadają do Doliny Jaseniańskiej (Jasenianská dolina).
Nazwa szczytu pochodzi od dawnej hali pasterskiej. Do tej pory cały grzbiet i górną część stoków pokrywają olbrzymie, trawiaste obszary tej hali. Na północnych stokach Zamostskiej Hali znajduje się osada Magurka, a w niej na wysokości 1080 m schronisko turystyczne Chata Magurka.

## Turystyka
Przez szczyt, wzdłuż głównego grzbietu niżnotatrzańskiego, biegnie czerwono znakowany, dalekobieżny szlak turystyczny, tzw. Cesta hrdinov SNP. Cały rejon szczytu jest trawiasty, hale ciągną się tutaj całymi kilometrami wzdłuż głównego grzbietu. Dzięki temu ze szczytu Zamostskiej Hali rozciągają się rozległe widoki we wszystkich kierunkach. Do szlaku graniowego dołącza żółty szlak z Chaty Magurka, wiodący grzbietem Zamostkiej Hali.
  odcinek: Hiadeľské sedlo – Prašivá – Malá Chochuľa – Veľká Chochuľa – Košarisko – Skalka – sedlo pod Skalkou – Veľká hoľa – Latiborská hoľa – sedlo Latiborskej hole – Zámostská hoľa. Odległość 15 km, suma podejść 1065 m, czas przejścia 5:05 h, ↓ 4:40 h
  odcinek: Zámostská hoľa – Sedlo Zámostskej hole – Ďurková – Malý Chabenec – Chabenec – Kotliská – Krížske sedlo – Poľana – sedlo Poľany – Deresze – Chopok. Odległość 5,5 km, suma podejść 525 m, czas przejścia 2:15 h, ↓ 1:15 h
  pieszy: Chata Magurka – Bašovňa – grzbiet Zamostkiej Hali – Sedlo Zámostskej hole. Czas przejścia: 1:45 h, ↓ 1:05 h.